# Prellerhaus (Ateliergebäude, Dessau)

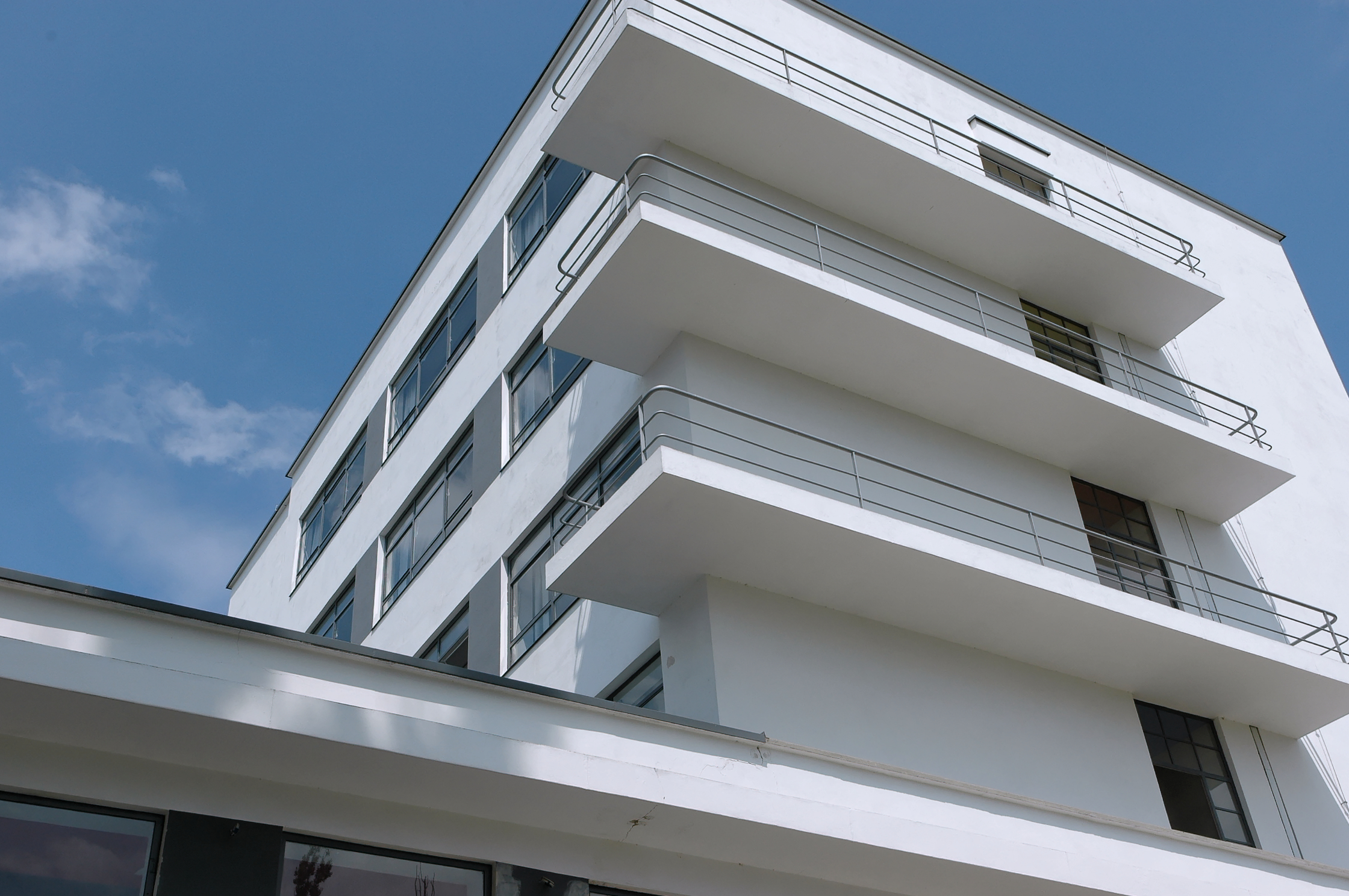
Ateliergebäude Prellerhaus im Bauhaus-Komplex, Dessau, Südfassade

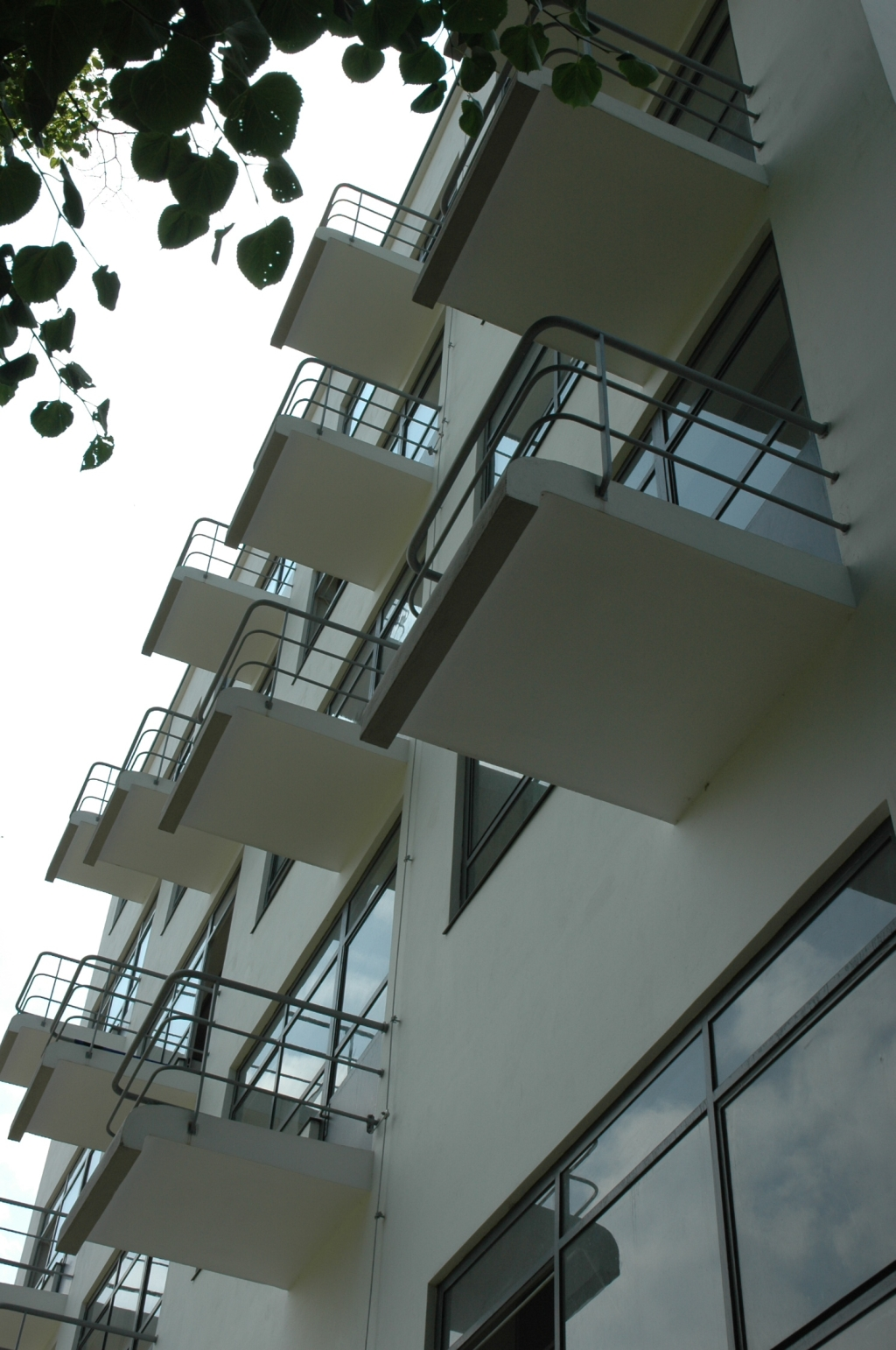
Prellerhaus, Ostfassade

Prellerhaus wurde das fünfgeschossige Ateliergebäude im Bauhaus-Gebäudekomplex in Dessau genannt. Der Name des Gebäudes wurde beim Umzug des Bauhauses von Weimar nach Dessau von dem gleichnamigen Ateliergebäude in Weimar übernommen, welches nach seinem Erbauer Louis Preller benannt ist.

## Beschreibung und Geschichte
In den ersten Entwürfen von Walter Gropius war dieser Bauteil nicht vorgesehen, er wurde später als sogenannter Atelierbau hinzugefügt. Hintergrund dieser Entscheidung von Walter Gropius war die aus der Not der Nachkriegszeit geborene Erlaubnis, dass Studierende die Ateliers im Prellerhaus in Weimar auch zum Übernachten nutzen durften. Diese Kombination von Wohnen und Arbeiten in einem Raum wurde am Bauhaus ein derart erfolgreiches Konzept, dass auch im neuen Campus in Dessau ein solches Ateliergebäude mit Wohnmöglichkeiten entstehen sollte. Auch die Stadt Dessau hatte wohl ein Interesse daran, Wohnraum für Studierende am Bauhaus zu schaffen und so wurde dieser Bauteil mit den „wohlfahrtseinrichtungen des instituts“ zusätzlich genehmigt.
Das Gebäude wurde so das erste Studentenwohnheim Deutschlands, das in seine Hochschule integriert war. Es hatte einen seinerzeit ungekannten Komfort zu einem erschwinglichen Preis von 20 Reichsmark pro Monat, Reinigung und Gas inklusive: über 20 m² Wohn-Arbeitsfläche, wandbreite Fenster, eine Waschgelegenheit mit fließend kaltem und warmem Wasser, einer Bettnische, Überdecken aus der Bauhaus-eigenen Weberei (die sogenannte Prellerdecke von Gunta Stölzl), Einbauschrank und modernes Mobiliar – ebenfalls aus den Bauhaus-Werkstätten. Auf jeder Etage gab es 7 Ateliers und eine Gemeinschaftsküche an einem Mittelgang. Die Ateliers an der Ostseite hatten jeweils einen kleinen, hervorstehenden Balkon mit niedriger Brüstung, an der Südseite befand sich ein umlaufender Balkon, der von der Küche aus erreichbar war. Im Sockelgeschoss des Hauses gab es Duschen und Bäder, Umkleideräume, eine Turnhalle und eine „elektrische Waschanstalt“. Das Dach des Prellerhauses war begehbar und stand als zusätzliche Fläche für Gymnastikübungen zur Verfügung. Alle Etagen waren mit der Küche im Erdgeschoss über einen Speisenaufzug verbunden.
Jeder Etage war von Hinnerk Scheper ein Farbton zugeordnet worden: Das untere, blaue Geschoss war gewohnheitsgemäß für die Studentinnen der Weberei vorgesehen; die beiden mittleren Etagen (rot und gelb) bewohnten Schüler der anderen Werkstätten und Malklassen; in die oberste, weiße Etage zogen Architekturstudenten ein. Diese Wohnungen waren natürlich begehrt und wurden an Jungmeister und Studierende höherer Semester vergeben.

„die individuellen balkone stellten sich als ideale kommunikationsstationen heraus; der kontakt mit nachbarn konnte von dort aus hergestellt werden, durch zurufe, ohne dass man sich gegenseitig aufsuchen musste“

Fotos von Lucia Moholy, Theodore Lux Feininger, Walter Peterhans dokumentieren das teilweise fröhliche und ausgelassene Treiben der Studierenden auf der Dachfläche und den Balkonen. Die Strukturen der Ostfassade mit den Balkonen waren (und sind noch immer) Objekt von künstlerischen Aufnahmen, zum Beispiel die „dynamischen Raumkonzepte“ von László Moholy-Nagy, die durch ungewöhnliche Perspektiven auf die Flächen und Linien den Betrachters herausfordern. und auch die bekannte Fotografie von Irene Bayer mit den Schatten der Balkone an der weißen Wand.
Diese markante Fassade wurde als Motiv in Malereien, in Skulpturen, zu Installationen auf dem Deckblatt von Büchern und als Veranstaltungsort künstlerisch verwendet.
1930 ließ Ludwig Mies van der Rohe einige Ateliers in große Klassenräume umbauen, in denen Josef Albers und Wassily Kandinsky unterrichteten.
Während der DDR-Zeit, als das Bauhaus das Bildungszentrum des Amtes für Industrielle Formgestaltung beherbergte,
wurden im Prellerhaus ein Raum auf jeder Etage zu einem Duschraum umgebaut.
2006 wurde das Haus nach den ursprünglichen Plänen saniert und steht seitdem für Übernachtungen zur Verfügung.

## Bekannte Nutzer
- Franz Ehrlich
- Josef und Anni Albers
- Alfred und Gertrud Arndt
- Marianne Brandt
- Max Krajewski